# Otohime Saxum
L'Otohime Saxum è una struttura geologica della superficie di 162173 Ryugu.